# 狼牙坝古墓群
狼牙坝古墓群，位于中国吉林省乾安县城西乡，为一个省级文物保护单位，类型为古墓葬，公布时间为1999年2月26日。该文物保护单位由乾安县文管所管理。
狼牙坝古墓群的历史年代为青铜时代。